# 茅葺

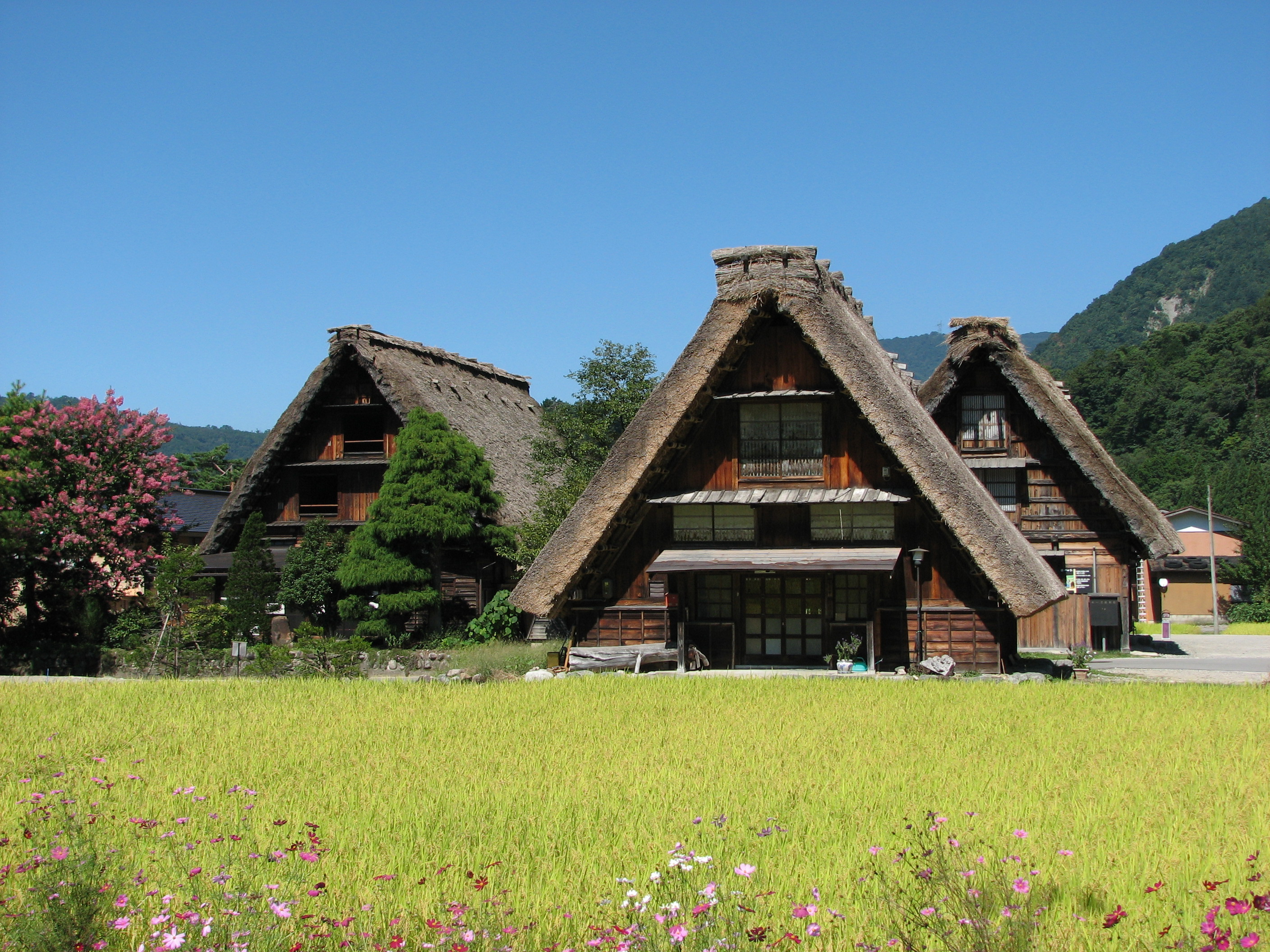
白川郷・五箇山の合掌造り集落

茅葺（かやぶき、萱葺）とは、茅（ススキやチガヤ、ヨシ（アシ）などの総称）を材料（屋根材）にして家屋の屋根を葺くこと。またその屋根。茅葺き屋根、茅葺屋根ともいう。ただし、茅葺き屋根の一部（下地等）には稲藁や麦藁を屋根材に含むことが多い。
屋根材により茅葺（かやぶき）は藁葺（わらぶき）や草葺（くさぶき）と区別する場合がある。
英国やドイツ、北欧諸国など、世界で広く見られ、日本独特なものではない。例えば、デンマークで2017年に完成した観光施設「ワッデン海センター」の屋根はヨシ葺きである。
しかし日本固有の木造建造物を受け継ぐための伝統技術の重要性から「伝統建築工匠の技」の一つとして茅葺は2020年11月17日にユネスコ無形文化遺産に登録された。屋根以外に、壁やオブジェを茅葺にすることもある。

## 概要

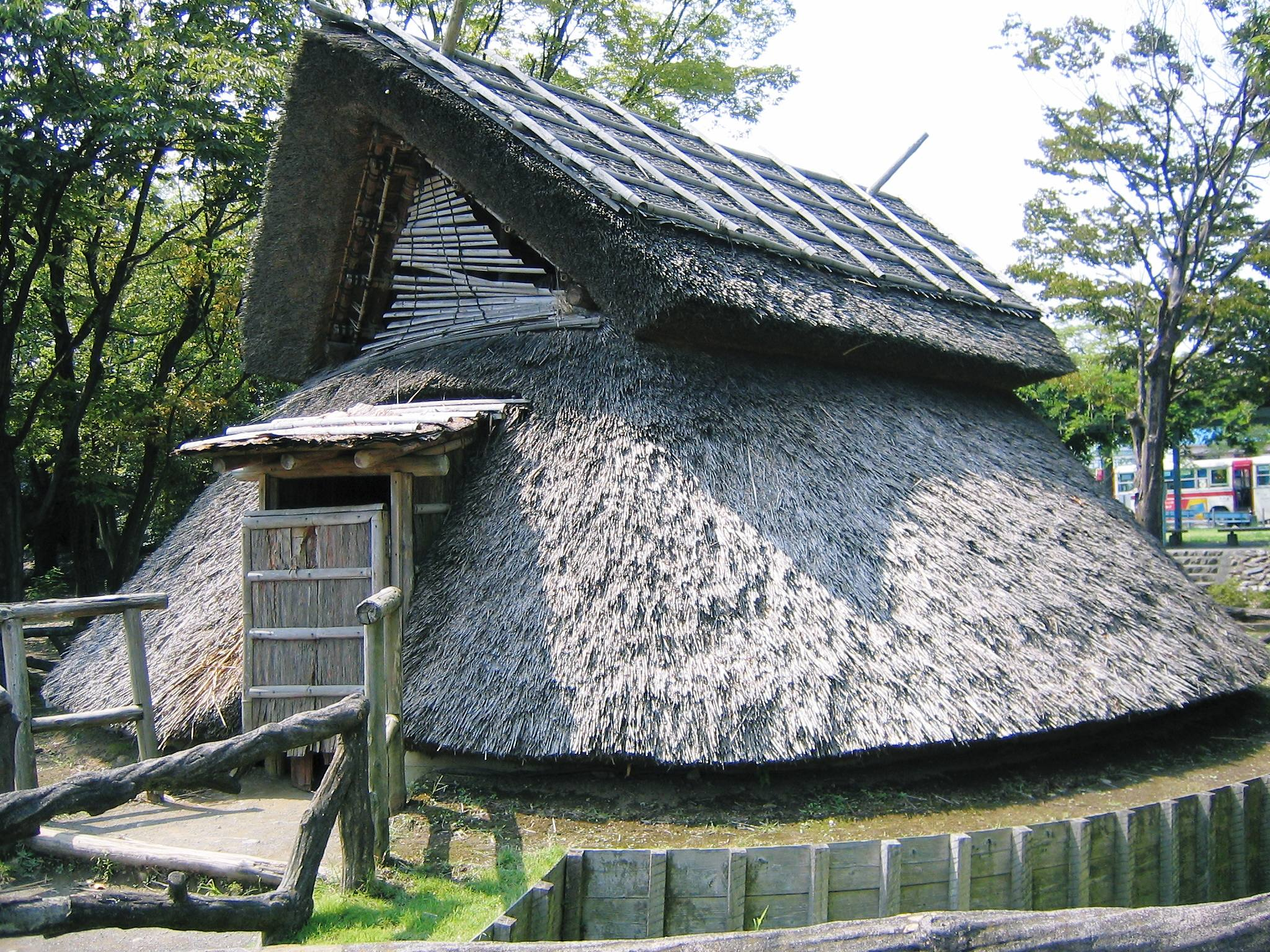
登呂遺跡に復元された竪穴状平地建物

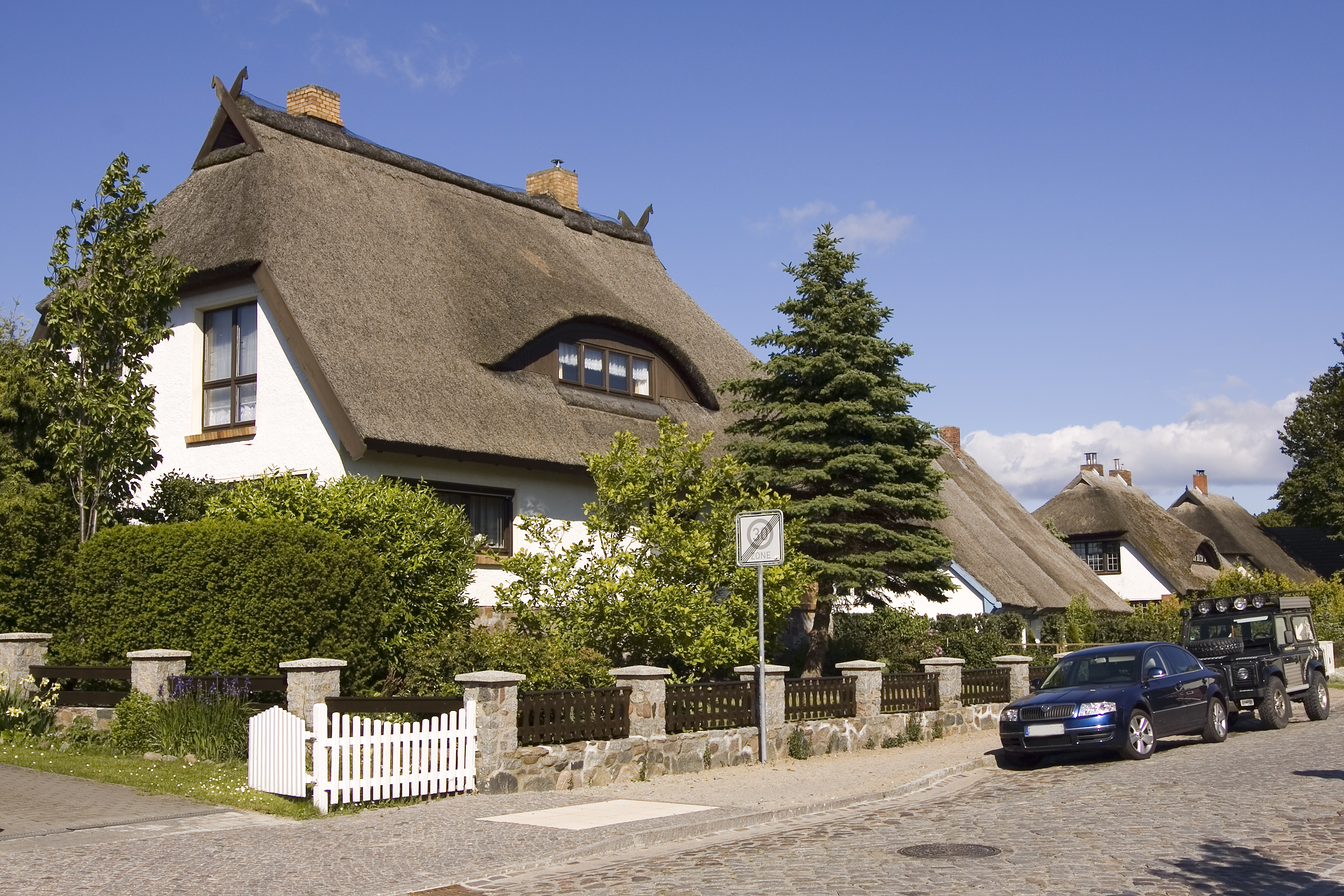
ドイツの茅葺き民家

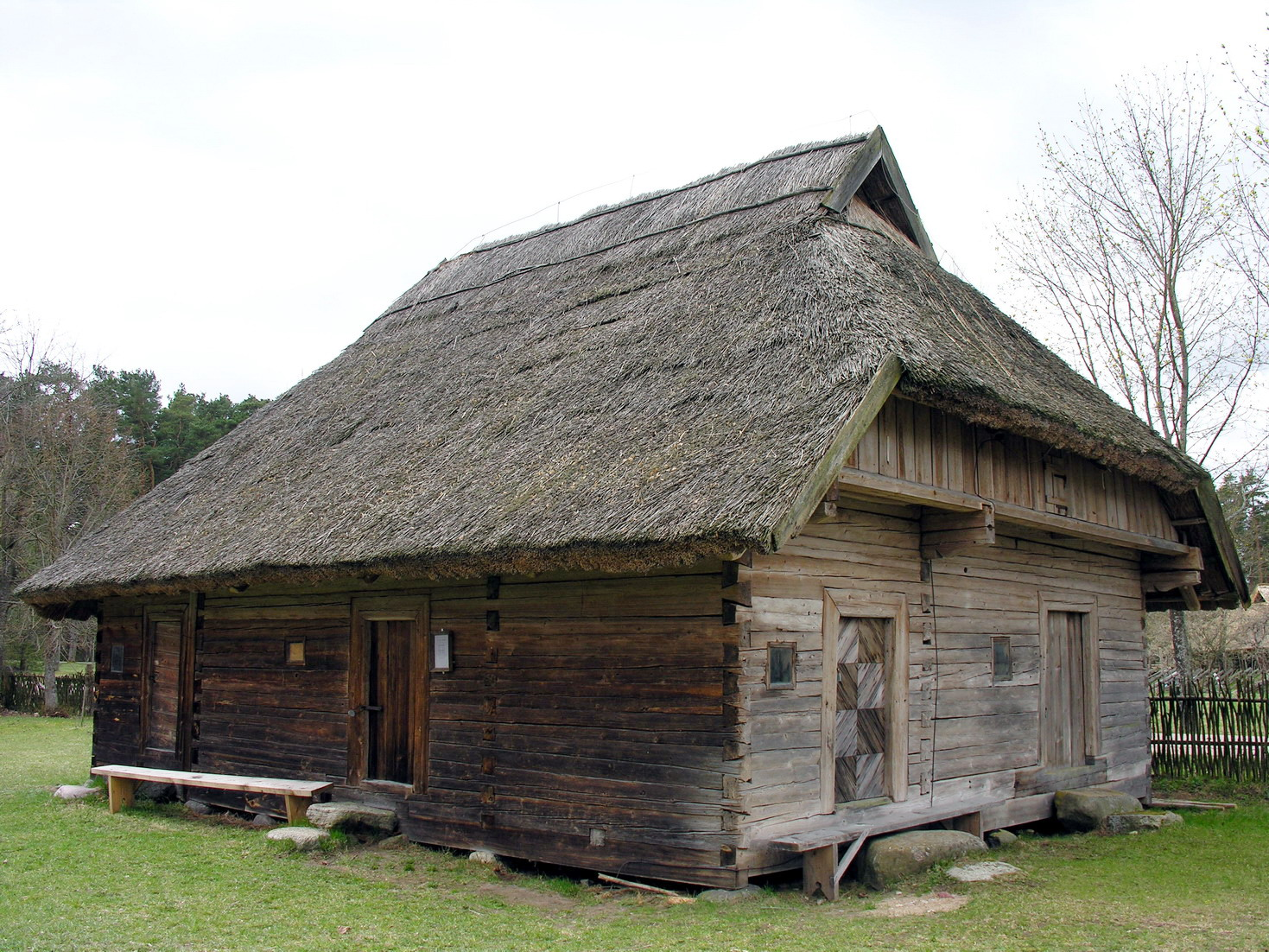
リトアニアの茅葺き屋根（リトアニア民俗生活博物館に移築展示されている19世紀前期のクライペダ地方の穀倉）

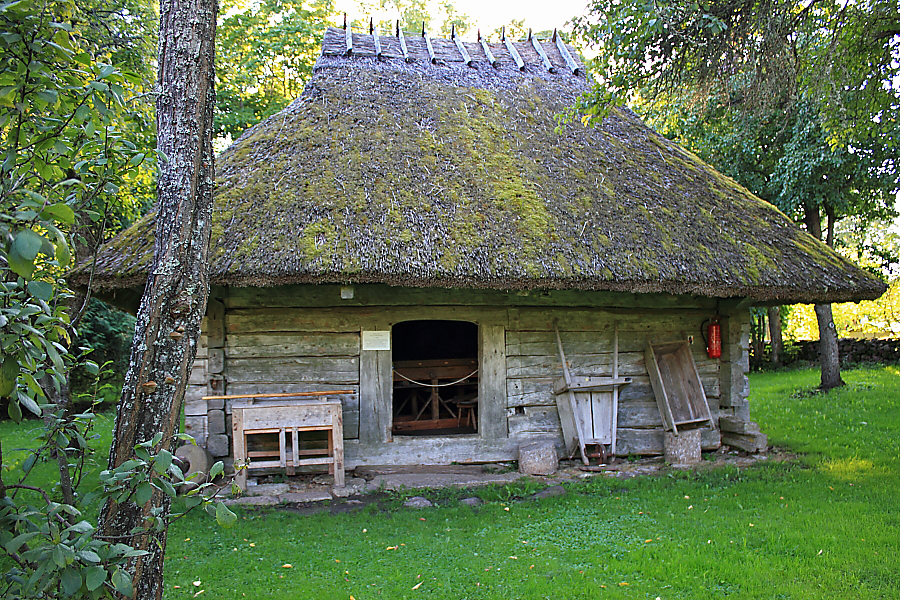
エストニアの茅葺き屋根（サーレマー島のミクリ農場博物館に当時のまま保存された農家の納屋）

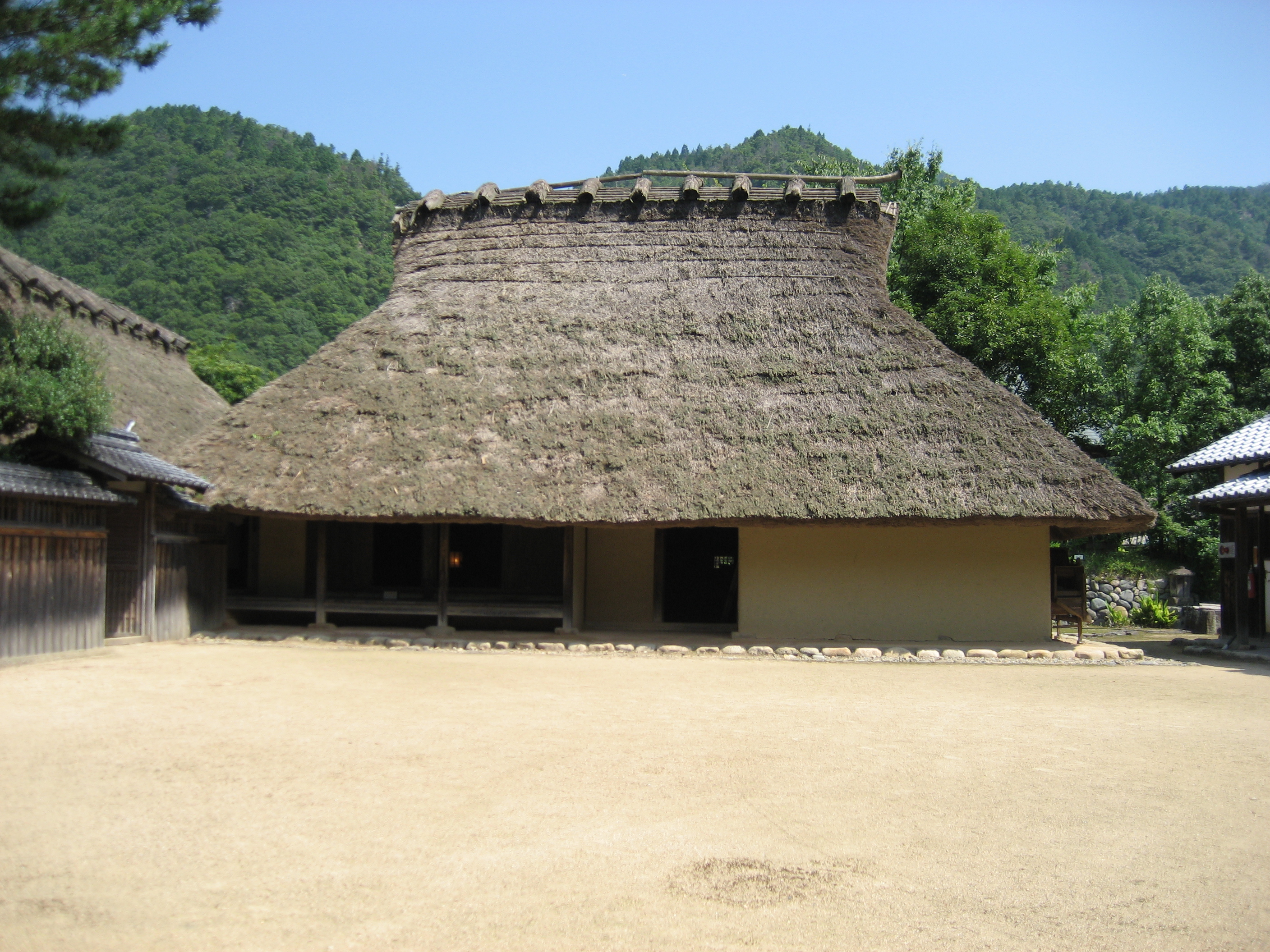
入母屋造りの茅葺屋根（箱木家住宅／箱木千年家）

「茅」とは、ススキやヨシ（アシ）など古来有用とされてきた草本の総称である。茅葺は世界各地で最も原初的な屋根とされ、日本でも、定住化が始まった縄文時代・弥生時代から平安時代にかけての遺跡で検出される竪穴建物や平地建物、高床建物、竪穴状平地建物（登呂遺跡など）などの屋根は、茅葺きであったと推定されている。通常、これらの時代の復元建物は茅葺で復元されているが、物的証拠は未だ完全になっているわけではない。ただ、銅鐸にみられる家屋の表現や民俗例を考えると茅葺きであった蓋然性が極めて高いとされている。ただし岩手県御所野遺跡例などのように、土屋根の竪穴建物が確認された事例も存在する。
日本で現存最古の茅葺屋根民家は兵庫県神戸市にある箱木家住宅（国の重要文化財）で、室町時代に建てられた。
人の茅の利用の歴史は古く、茅が水分に強いことは古くから知られていたと考えられている。屋根材では茅に比べると藁は油分が少なく耐水性に劣るとされている。しかし、茅よりも藁のほうが入手しやすく、民俗例では茅葺き屋根であっても最下層の下地には藁を用いていることが多い。
材料とする植物は採集したての水分が多い状態で屋根葺きに用いると腐朽しやすいため、通常は冬になって枯れてから集める。春まで充分乾燥させてから使用するが、耐久性を高めるために使用前に燻すなどする場合もある。建物の内部で竈や囲炉裏を日常的に使用することで、煙で屋根が「燻製」にされることで耐久性が高められるが、神社建築の場合は建物内部で火はほとんど使用されないため、民家に比べると寿命が短くなる。さらに近年では農村や山間部でも灯油やガスなど化石燃料の使用が一般化し、煙を浴びることが無くなった茅葺屋根は腐朽の速度が一層早まることになった。現在、日本各地に移築、復元された古民家の野外博物館では囲炉裏や竈で定期的に薪を焚いて煙を発生させ、屋根材の保存性を高めている。
基本的に雨漏りを防止するために急勾配の屋根にするが、使用する植物の茎などが太いと隙間が大きくなり雨漏りがしやすいため、より急勾配が要求される。通気性・断熱性に優れる、雨音が小さいなどの長所を持つが、寿命が短い（ススキで葺いた場合は使い方によるが、15年～30年ほど）、近隣で火災が生じた場合に容易に類焼してしまう、台風などの強風で簡単に吹き飛ばされるといった短所を併せ持つ。
日本では、集落が発展して建物が密集する都市が形成されるにつれて茅葺は火災に弱い短所が嫌われ、都市部や街道沿いの町屋などでは瓦の普及などにより早期に姿を消した。江戸の市街地などでは茅葺が禁じられていた区域もあった（一度延焼すると容易に大火となるため）。
また、大分県の例では1926年（大正15年）に施行された市街地建築物施行法の細則で、市街地の藁葺屋根の葺き替えを事実上できなくすることで瓦屋根などへの転換が進んだ。
一方、農村部では材料のススキ、チガヤ、稲藁などの入手が容易であり、農閑期に共同作業で材料の入手と屋根の補修を行なうことができたため、20世紀中頃まで日本各地の山間部の農村に茅葺が数多く残っていた。葺き替えで出た古い茅は堆肥として有効利用が可能だった。台風の被害の大きい地域では、強風に弱い短所が嫌われ、山間部に比べて早期に減少していた。

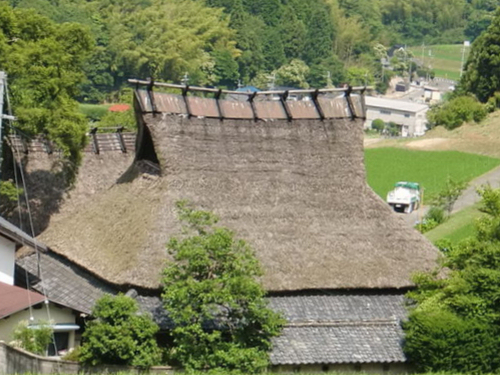
大阪府の山間部に残る茅葺民家

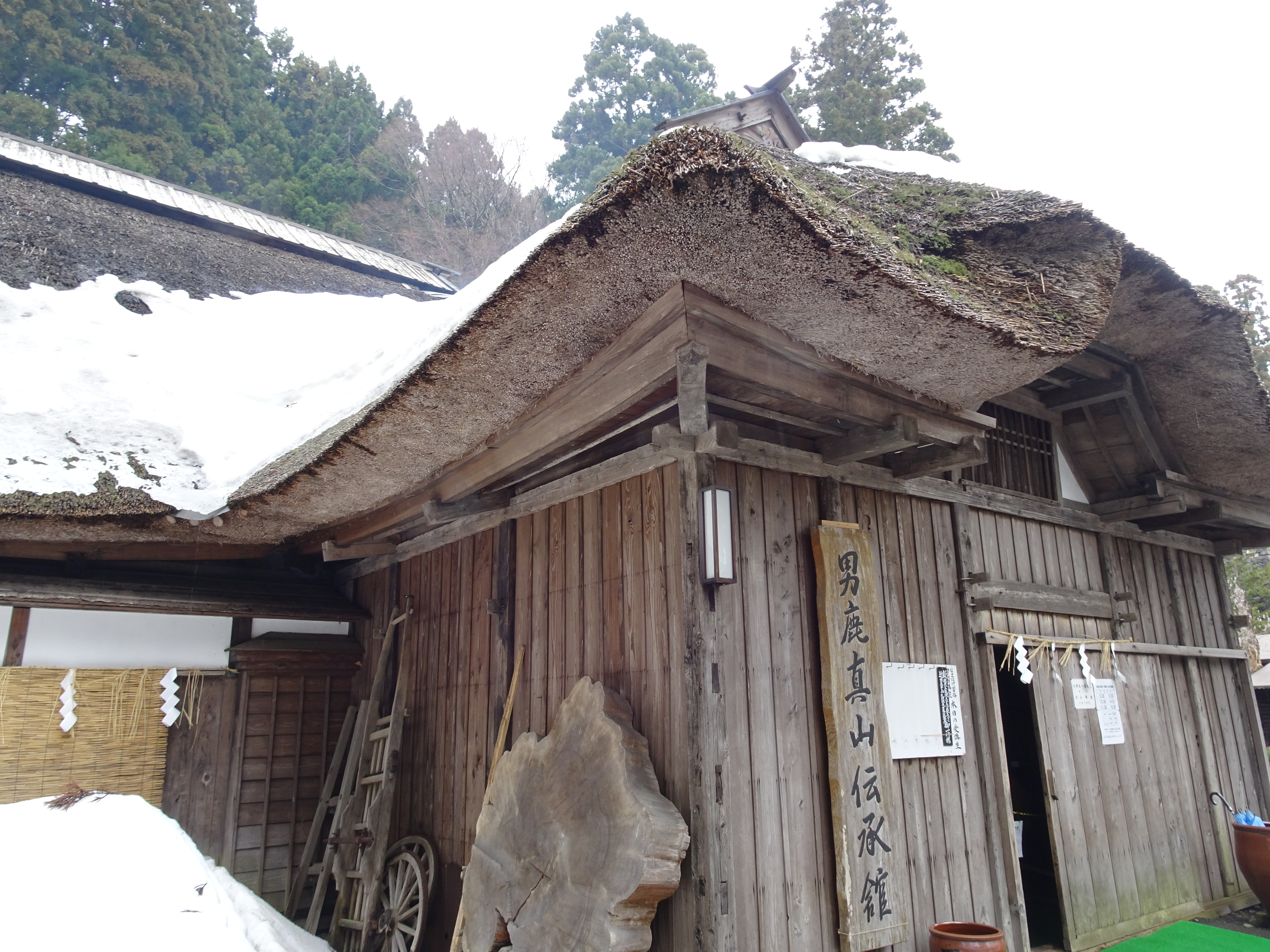
雪と茅葺屋根（秋田県男鹿市の男鹿真山伝承館）

第二次世界大戦後は農村の過疎化が進み、共同作業として行う葺き替えが困難になったこと、規制等により新たに建造することが簡便ではないこと、また、スギなどの木材価格が一時的に高騰して茅場が人工林化したことなどから急激に姿を消した。さらに、戦後の茅葺きには戦中の茅場の荒廃により、腐りやすい麦藁を用いたものが数多くあり、その結果、葺替えのサイクルが極端に短くなり費用対効果が悪化したことも茅葺屋根の衰退に拍車をかけた。21世紀の現在、元々は茅葺であった建物の大部分はトタンなどの金属葺屋根に改修されているが、わずかに茅葺が維持されている建物も残っている。2019年時点で日本に現存する茅葺屋根の建物は10万棟程度と推定されている。
民家では新規に建築されることはほとんどなくなったが、伊勢神宮正宮・別宮や大嘗祭の際に5日以内に建てられ儀式終了後には即解体される大嘗宮などの寺社建築では古式に則り茅葺を維持している例が多い。外観に特徴を与える意匠として商業施設などに採用される場合があるが、茅葺に見えるようなFRPなどの屋根が採用されることもある。
なお、宮城県石巻市では2006年11月1日より、建築基準法第22条1項の規制区域を緩和することによって、「茅葺き屋根」新築の道を開いた。これは市内を流れる北上川のヨシ原を利用することにより、地場産業を活性化させることにつながり、また文化的価値が高い「茅葺き屋根」の新築を可能にすることによって、田舎暮らしを目指す人々を石巻市内に呼び込む道を開いたものとして注目される。2019年10月時点で、第一号案件として、地元の工務店が自社オフィスを建設中である（屋根材はスペイン産スレートと地元産ヨシ、霞ヶ浦産シマガヤの組み合わせ）。
ちなみに、当初石巻市は「茅葺き屋根」新築のための「特区」を国に申請していたが、国は市独自の判断で、火災の延焼防止を目的に住宅に不燃材使用を定めている建築基準法第22条の指定を見直すことで、「茅葺き屋根」新築のための規制緩和に対応できるとの見解を示した。
日本以外では、西ヨーロッパ（ドイツ、デンマーク、オランダ等）においては一般民家等は少なくなってはいるが、富裕層では裕福の象徴的な意味もあり、新築で建てるなど比較的数が多い。日本茅葺き文化協会によると、植物で屋根を葺き、古くなったら肥料として自然に戻せる点が循環型社会向きの未来型建材として評価されて復権しつつある。日本の職人も研修などで訪れることがある。

## 葺き替え

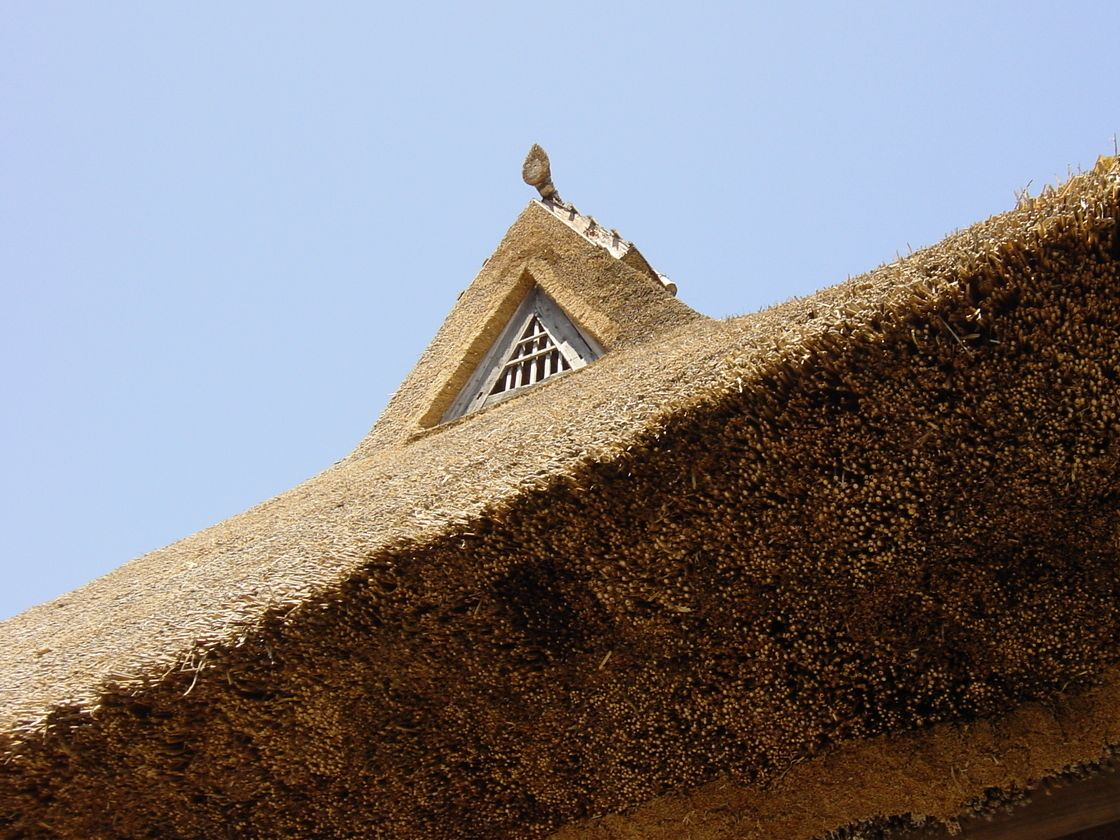
切り揃えられた茅葺

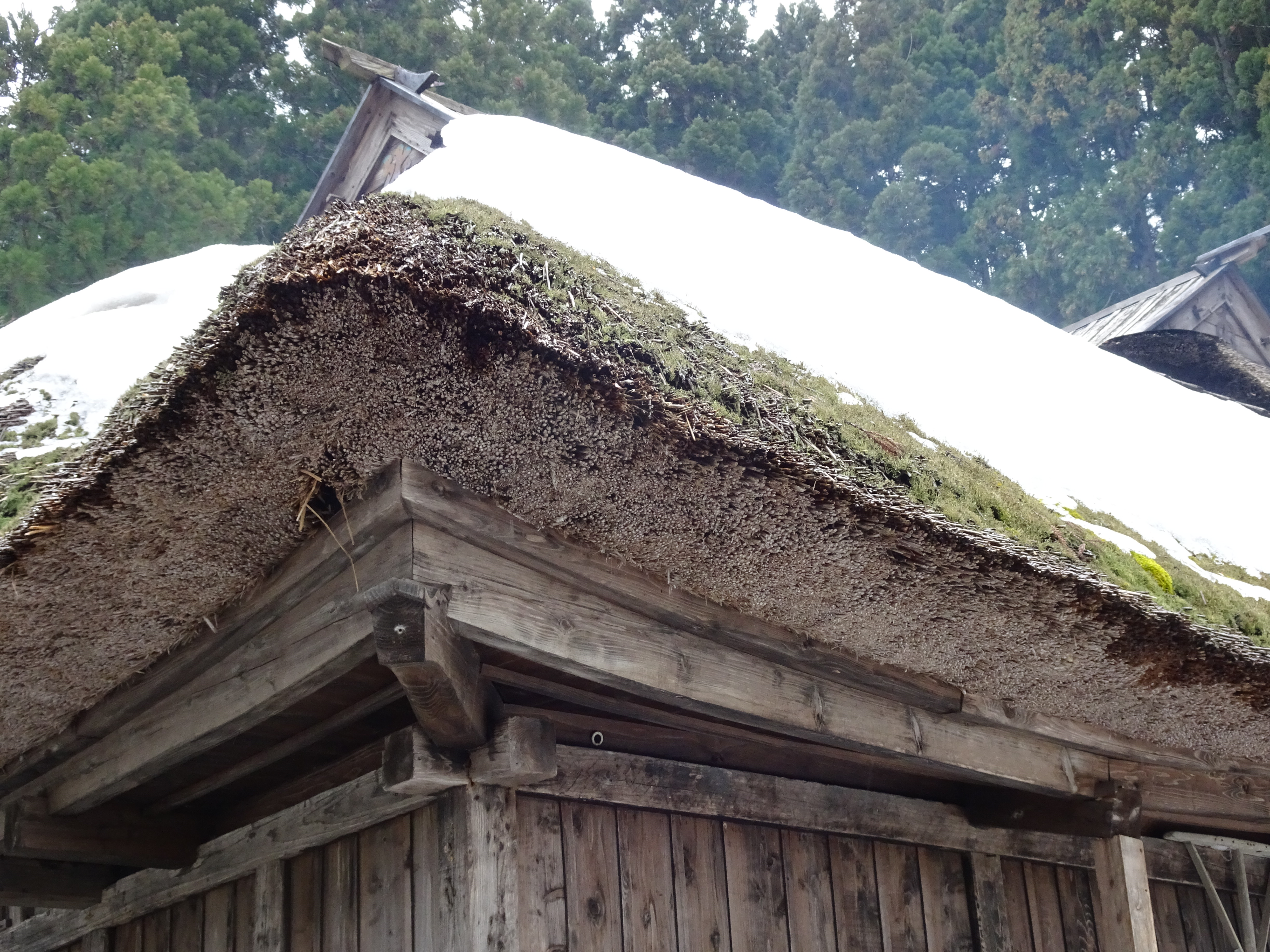
茅葺屋根の角。雪解け水で表面が濡れても、茅葺の内部までは水がしみ込んでいないことがわかる。

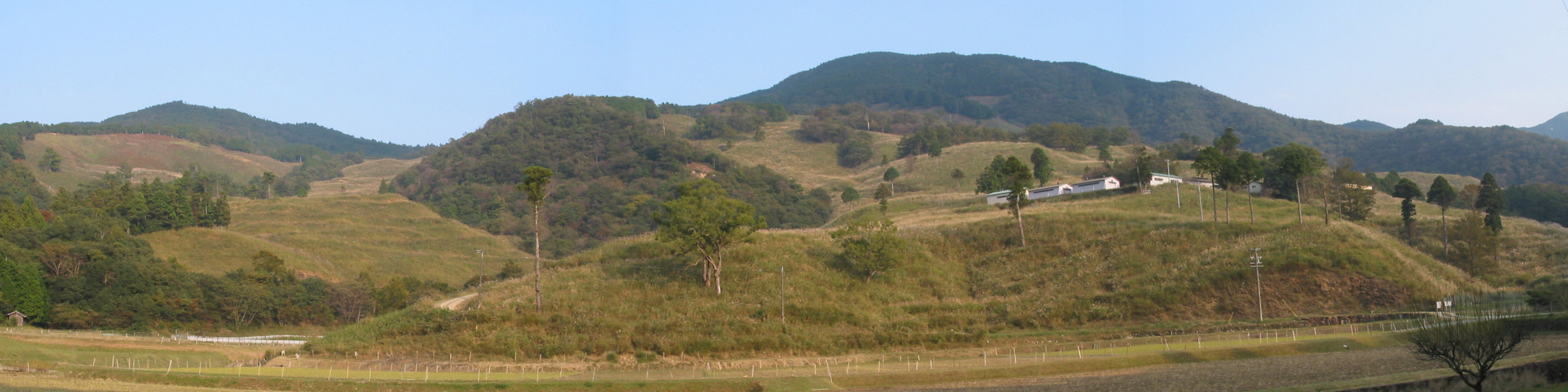
三重県度会町川口の神宮萱場

場所や使用状態にもよるがススキの茅葺の場合15-20年程度で屋根全体を葺き替えることが多いようである。ただし棟付近は傷みが激しいので定期的な補修が必要である。ススキの茅葺であっても棟にだけは耐久性の向上を目的としてヨシを用いることも多い。全てヨシ吹きの場合40年以上の耐久性があり、「刺し茅」という技法で補修するため屋根全体の葺き替えは殆ど行わない。ただし、ヨシはススキに比べて、材料も高く屋根を葺く技術も高いものが要求される。
材料の確保については、元来は村落周辺に茅場と呼ばれるススキ草原があった。これは、家畜の飼料などとして定期的に刈り入れを行い、あるいは春先に野焼きすることで遷移の進行を止めてススキ草原を維持していたものである。しかし、第二次世界大戦以降の生活の変化によって利用されなくなり、ほとんどが失われた。しかし、その後の減反や離農によりかつての耕作地が自然にススキ原と化している場所も増えていることから、茅集めは以前よりは苦労しなくなっているという。
2019年時点、日本で茅葺を請け負える職人は200人未満であるが、若手を育成している建築会社が出現するなど、減少に歯止めが掛かろうとしている。伊勢神宮では古来、神路山など宮域周辺の各所で茅を集めていたが、大正時代に茅を育成するための用地（神宮萱場）を同じ三重県内の度会郡度会町に確保した。この萱場では地元住民の奉仕により晩秋にススキが集められる。
多賀城市の東北歴史博物館では石巻で1769年に建てられた肝煎の住宅「今野家住宅」が移築されており、定期的な葺き替え工事の見学会を開催している。
茅の屋根の縁は見た目を美しくするため切り揃える場合が多いが、切り揃えないほうが水はけはいい、とも言われている。また水切り性を高めるためや、縁の直線を美しく切り揃えるために、縁の部分にのみ細く硬い麻幹（麻の茎）、苧殻（カラムシの茎）を用いる事もある。古代中国の堯が質素な生活をしていたという逸話のひとつとして、宮殿の茅葺き屋根の端を切り揃えなかった事が、『十八史略』に記述されている。
住人が自ら葺く場合は穂の部分を下にした逆葺きが行われる事が多く、業者に頼んだ場合は穂を上に向けた本葺きが行われる事が多い。前者は後者に比べ茅の使用量を2〜3分の1に抑える事が出来、茅が滑り落ちない為に施工が簡単なものの、油分を含まない穂先が雨に曝される為、耐久性に劣る。
茅葺き屋根で用いる茅の大きさの単位は一様でない。伊勢神宮では荒茅一束（直径約41cm）を一単位としており、式年遷宮で使用される茅は約23,500束である。埼玉県立歴史と民俗の博物館が復元した弥生時代の住居の場合、屋根の厚さ40cmで屋根材として葺くために使用した茅の量は尺締めの単位（直径約30cm）で約750束だった。
現代での費用は地域差もあるが、おおむね1坪あたり12万円前後（屋根全体で500万円程度）掛かるのが相場という。
葺き替えには時間、費用、人手がかかることから、葺き替え時期にトタンへ変更する例もある。この場合、傷んだ茅葺き屋根の上へトタンを被せるかたちで施工されることが多く、「缶詰」と俗称されている。

## 茅葺の建物が集中してある場所

### 現存集落
- 白川郷・五箇山の合掌造り集落（岐阜県大野郡白川村、富山県南砺市） - 世界遺産（文化遺産）
- 大内宿（福島県南会津郡下郷町） - 重要伝統的建造物群保存地区
- 前沢曲家（福島県南会津郡南会津町） - 重要伝統的建造物群保存地区
- 荻ノ島（新潟県柏崎市）
- 青鬼（長野県北安曇郡白馬村） - 重要伝統的建造物群保存地区
- かやぶきの里・北村（京都府南丹市美山町） - 重要伝統的建造物群保存地区
- 羽後町（秋田県雄勝郡） - 鈴木家住宅（国の重要文化財）など多数

### 展示
- 江戸東京たてもの園（東京都小金井市）
- 日本民家園（神奈川県川崎市）
- 奈良県立民俗博物館（大和郡山市）
- 三州足助屋敷（愛知県豊田市足助町）
- 西湖いやしの里根場（山梨県南都留郡富士河口湖町）
- エストニア・サーレマー島ヴィキ村のミクリ農場博物館